# هانا ليسينج
هانا ليسينج (بالألمانية: Hannah Lessing)‏ (و. 1963  م) هي إقتصادية نمساوية، ولدت في فيينا.

## التعليم
تعلمت في جامعة فيينا للاقتصاد وإدارة الأعمال ‏
.

## الجوائز
حصلت على جوائز منها:

Honour in Silver for services to the Republic of Austria ‏